# Роуч, Фредди
Фредерик Стивен «Фредди» Роуч — американский боксёр-профессионал и тренер. Один из лучших тренеров в истории мирового бокса.
Семь раз становился победителем в номинации «Тренер года» по версии Ассоциации журналистов, пишущих о боксе (BWAA): 2003, 2006, 2008, 2009, 2010, 2013, 2014.
В 2012 году включён в Международный зал боксёрской славы, который расположен в Канастоте, Нью-Йорк.

## Биография
Фредерик Роуч родился 5 марта 1960 года в Дедеме, штат Массачусетс.
Мать — Барбара Роуч. Была боксёрским судьёй.
Отец — Пол Роуч, бывший боксёр.
Также у Фредди двое братьев: Пеппер и Джо (умер 28 августа 2009). Оба пробовали свои силы на профессиональном ринге, но серьёзных успехов не достигли.

## Карьера боксёра
Тренером Фредди был легендарный Эдди Фатч.
Первый бой на профессиональном ринге провёл 24 августа 1978 года, победив по очкам Роберто Васкеса.
17 января 1981 года завоевал вакантный титул чемпиона Новой Англии в полулёгком весе, победив по очкам в 10-раундовом бою Джо Филлипса.

#### Бой с Бобби Чаконом
5 марта 1985 года Роуч встретился с экс-чемпионом мира в двух весовых категориях Бобби Чаконом. Поединок продлился все отведённые 10 раундов. Чакон победил по очкам: 96/94, 97/93, 95/95.

#### Бой с Грегом Хогеном
22 августа 1985 года встретился с будущим чемпионом мира в двух весовых категориях Грегом Хогеном. Хоген одержал победу техническим нокаутом в 7-м раунде.

#### Бой с Эктором Камачо
18 декабря 1985 года Роуч встретился с будущей легендой бокса Эктором Камачо. Поединок продлился все отведённые 10 раундов. Камачо одержал победу с разгромным счётом: 99/89 и 99/90 (дважды).
Последний бой на ринге Фредди провёл 24 октября 1986 года, проиграв по очкам Дэвиду Ривелло.

## Карьера тренера
В течение нескольких лет работал помощником Эдди Фатча.
В настоящий момент у Роуча есть собственный зал — Wild Card Boxing Club в Лос-Анджелесе, где он работает вместе со своим братом Пеппером.
За свою карьеру Роуч успел поработать со многими выдающимися спортсменами. Наибольших успехов он достиг с филиппинским боксёром Мэнни Пакьяо.

#### Наиболее известные боксёры, с которыми работал Роуч
| - Амир Хан - Бернард Хопкинс - Бернабе Консепсьон - Брайан Вилория - Ванес Мартиросян - Виктор Постол - Вирджил Хилл - Владимир Кличко - Вячеслав Сенченко - Гильермо Ригондо - Денис Лебедев - Джеймс Тони - Джерри Пеналоса - Джонни Бредаль | - Джонни Тапиа - Дмитрий Кириллов - Дэниел Джейкобс - Жан Паскаль - Иван Кирпа - Исраэль Васкес - Майк Тайсон - Майкл Мурер - Марлон Старлинг - Мигель Котто - Микки Рурк - Мэнни Пакьяо - О’Нил Белл - Оскар Де Ла Хойя | - Питер Куиллин - Питер Манфредо-младший - Раймундо Бельтран - Рей Баутиста - Роман Кармазин - Руслан Проводников - Стив Коллинз - Уэйн Маккалох - Хорхе Линарес - Хосе Бенавидес - Хуан Лазкано - Хулио Сесар Чавес-младший - Цзоу Шимин |

## Болезнь Паркинсона
Фредди Роуч страдает от Болезни Паркинсона.